# انتفاضة محرم
الثورة الشيعية في القطيف والأحساء أو انتفاضة محرم، هي فترة من الاضطرابات المدنية غير المسبوقة التي حدثت في القطيف والأحساء بالمملكة العربية السعودية في أواخر نوفمبر 1979 (عام مُحرم 1400 هـ). أسفرت الاضطرابات عن مقتل 20–24 شخصًا فيما وُصف بأنه أعمال عُنف طائفية بين الأقلية الشيعية والأغلبية السنية في المملكة العربية السعودية وبداية المرحلة الحديثة من صراع القطيف. تزامنت هذه الأحداث مع حادثة الحرم المكي.

## خلفية

### وضعية الشيعة في السعودية
منذ أن ضم عبد العزيز آل سعود الأحساء والقطيف إلى إمارة الرياض عام 1913، عانى الشيعة في المنطقة من اضطهاد الدولة. على عكس مُعظم المملكة العربية السعودية، تتواجد أغلبية شيعية في القطيف وجُزء كبير من المنطقة الشرقية، كما أن المنطقة ذات أهمية رئيسية للحكومة السعودية نظرًا لامتلاكها الجزء الأكبر من احتياطيات النفط السعودية وكذلك المصفاة السعودية الرئيسية و محطة تصدير رأس تنورة الواقعة بالقرب من القطيف.
علاوة على ذلك، على الرغم من امتلاكها الجزء الأكبر من النفط الذي يُمول الدولة السعودية، إلا أن المنطقة عرفت نوعا من الإهمال من الحكومة المركزية فيما يخص المشاريع التنموية، حيث أعطت هاته الأخيرة الأولوية التنموية للمناطق ذات الأغلبية السنية. كما حصل عُمال أرامكو الشيعة على أجور أقل من العمال السنة، مما أدى إلى زيادة المشاعر المُعادية للغرب.  عندما هبطت الطائرات الأمريكية في قاعدة الملك عبد العزيز الجوية بالظهران، نظم الشيعة أكبر مظاهرة على الإطلاق. وقضى المتظاهرون مساء 11 نوفمبر 1979 م يُرددون هُتافات مُناهضة للعائلة المالكة والأمريكيين.

### زيادة التوترات المجتمعية في الفترة التي سبقت الانتفاضة
مع اندلاع الثورة الإسلامية عام 1979 في إيران، شعر شيعة السعودية بنوع من الجُرأة والتشجيع لمحاولة تأمين معاملة متساوية مثل تلك التي يُعامل بها السنة. كان الشيعة في المملكة العربية السعودية مُتقبلين جدًا لآراء روح الله الخميني وهجماته على العائلة المالكة السعودية على أساس أن الإسلام وتوارث المُلك في الحُكم غير مُتوافقين.  نتيجة لذلك، شهد عام 1979 زيادة ملحوظة في تعبئة المجتمع الشيعي في المملكة العربية السعودية، حيث تركزت المُظاهرات غالبًا أثناء الاحتفال بالأعياد والمُناسبات والمهرجانات الشيعية.  لاحقا تم منع الاحتفال بهذه الأعياد، بما في ذلك يوم عاشوراء.
على الرغم من اضطهاد الأقلية الشيعية من قبل الحكومة السعودية، إلا أن ذلك نادرًا ما كان يتخذ شكل عنف مباشر ضد المجتمع.  في الفترة التي سبقت الانتفاضة، ويرجع ذلك جزئيًا إلى عدم الارتياح بشأن تزايد الاستياء داخل المجتمع، بدأت الأجهزة الأمنية السعودية في الانخراط في المزيد من القمع المباشر، مثل الاعتقالات الجماعية للأفراد دون محاكمة لعدة أشهر، مما أدى إلى زيادة التوتر بين المجتمع الشيعي وجهاز الأمن السعودي.

### تأسيس حزب منظمة الثورة الإسلامية في شبه الجزيرة العربية
ظهر حزب منظمة الثورة الإسلامية في شبه الجزيرة العربية كقُوة عشية مُحاولة انتفاضة القطيف عام 1975. في أعمال العنف التي أعقبت ذلك، قُبض على العديد من أعضاء وأنصار الحزب. زعم الحزب مقتل 60 شخصا من أعضائه، وأن 800 آخرون قد أُصيبوا، وأنه اعتُقل 1200 شخص. في أعقاب الانتفاضة الفاشلة، انتقل حسن الصفار إلى جانب الكثير من قيادات الحزب، إلى المنفى في إيران،  في حين لجأ البعض إلى دُول أوروبا الغربية وأمريكا الشمالية. في داخل إيران، كان معظم المنفيين يميلون إلى التجمع في طهران، حيث كان الشيعة السعوديون يُشكلون الجزء الأكبر من الطلاب في حوزة إمام العصر.

## الأحداث

### 25 نوفمبر
في أغسطس، أعلن قادة الطائفة الشيعية في القطيف أنهم سيؤدون الشعائر علنًا بيوم عاشوراء، على الرغم من حظر السلطات ب احياء الشعائر الشيعية.  على الرغم من تهديدات الحكومة بتفريق الاحتجاجات، في 25 نوفمبر، نزل 4000 شيعي في صفوى إلى الشوارع ل احياء شعائر العاشر من المحرم علناً.

### 28 نوفمبر
وبتشجيع من المسيرة في صفوى، امتدت الاحتجاجات إلى أجزاء أخرى من منطقة القطيف، وفي مساء يوم 28 نوفمبر نزل الآلاف إلى شوارع سيهات بالقرب من الدمام.  وردد المتظاهرون شعارات مُناهضة للنظام تطالب بتنحي الملك، وتقدم المتظاهرون على مجموعة قريبة من الحرس الوطني. وقاد المواجهة العنيفة مع قوات الأمن السعودية شخص يُدعى حسين منصور القلاف، كان قد تخرج حديثاً من مركز التدريب الصناعي في أرامكو.
سيطر الحرس الوطني السعودي في البداية على الحشد من خلال استخدام الهراوات والعصي الكهربائية، الأمر الذي أثار غضب الحشد وقوبل برشق المُتظاهرين للقُوات الأمنية بالحجارة واستخدامهم للقضبان والعصي الخشبية كأسلحة. ثم فتح أفراد من الحرس الوطني النار على المتظاهرين، مما أسفر عن إصابة، من بين آخرين، حسين منصور القلاف البالغ من العمر 19 عامًا.
نُقل القلاف إلى مُستشفى منظمة الخدمات الطبية في أرامكو السعودية من قبل زملائه المتظاهرين، لكن إدارة المُنشأة رفضت العلاج لأنهم لم يكن لديهم إذن مسبق من الحكومة بعلاجه. ثم نُقل بعد ذلك إلى مستشفى القطيف، الذي يبعد أكثر من نصف ساعة، لكن القلاف توفي بحلول الوقت الذي وصلوا فيه إلى المستشفى. ثم استولت قوات الأمن السعودية على الجثة، وأبلغت الأسرة أنها لن تفرج عن الجثة إلا إذا أصدرت الأسرة بيانًا يلقي باللوم في وفاة القلاف على الحجارة التي رشقها المتظاهرون. وبعد أسبوع، أفرجت الحكومة عن الجثة، على الرغم من عدم وجود تصريح من الأسرة، بشرط عدم إقامة موكب جنازة ودفن الجثة سرا. امتثلت الأسرة لشروط الحكومة.

### أواخر نوفمبر - أوائل ديسمبر

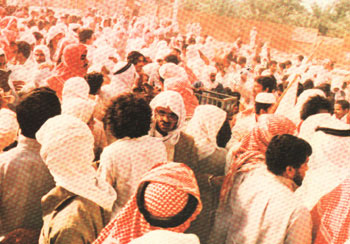
متظاهرون في مدينة صفوى يوم 29 نوفمبر 1979

بعد الاحتجاجات والاشتباكات الأولية، كانت هناك العديد من المُناوشات الأخرى بين المتظاهرين وقوات أمن الدولة، ومُعظمها في منطقة القطيف. وأسفرت هذه المناوشات الإضافية عن سقوط المزيد من القتلى، بما في ذلك عشرة متظاهرين أطلقت عليهم قوات الأمن النار عندما حاولوا عبور الجسر من جزيرة تاروت إلى القطيف.  كما وردت تقارير عن عمليات قتل عشوائية ناجمة عن قصف مروحيات حكومية المتظاهرين والأحياء المحيطة.
تبددت الاحتجاجات إلى حد كبير بعد 3 ديسمبر، عندما نظمت مسيرات شيعية كبيرة في الدمام والخبر. وكانت المواجهة الدامية بين القوات المسلحة والشيعة قد أسفرت عن اعتقال الآلاف وجُرح المئات و 24 قتيلاً.
كما كانت السلطات السعودية مشغولة في ذلك الوقت بالتعامل مع حادثة الحرم المكي 1979.

## ما بعد الأحداث

### استجابة الحكومة

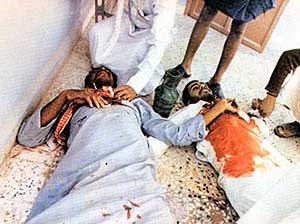
مقتل متظاهرين في اشتباكات مع القُوات الأمنية

رداً على الحركة الاحتجاجية، أقرت الحكومة السعودية بسوء الأوضاع في القطيف، وقررت زيادة الإنفاق المحلي من أجل معالجة هذه القضايا وبالتالي تهدئة الحركة الاحتجاجية، حيث منحت الإدارة المحلية للقطيف 700 مليون ريال إضافية في شهر ديسمبر من أجل إحداث شبكة صرف صحي جديدة، إلى جانب 39 مليون خُصصت لبرنامج تحسين الشوارع و 3.25 مليون لإنشاء مزرعة تجريبية في القطيف. كما أعلن مُحافظ الأحساء عن تخصيص مليار إضافي للإنفاق على مُختلف المشاريع المحلية. كانت هذه المشاريع جزءًا فقط من خطة شاملة أطلقتها الحكومة السعودية من أجل تطوير منطقة القطيف، مع الإعلان أيضًا عن مشاريع أخرى بما في ذلك المُستشفيات والمدارس الجديدة وصندوق التطوير العقاري الذي كان الغرض منه مُساعدة السكان المحليين على بناء منازل جديدة.
كان رد الحكومة المبدئي ناجحًا إلى حد كبير، وتخلت الجماعات الشيعية في منطقة القطيف إلى حد كبير عن الحركة الاحتجاجية وكذلك فكرة تحدي الدولة السعودية. ومع ذلك، على الرغم من أن الاستجابة الأولية كانت واعدة، كان الهدف الرئيسي للمشروع هو استرضاء المُحتجين بدلاً من التأسيس لتغيير هيكلي حقيقي في مواقف الحكومات السعودية تُجاه الشيعة في المملكة.